# Seretse Ian Khama

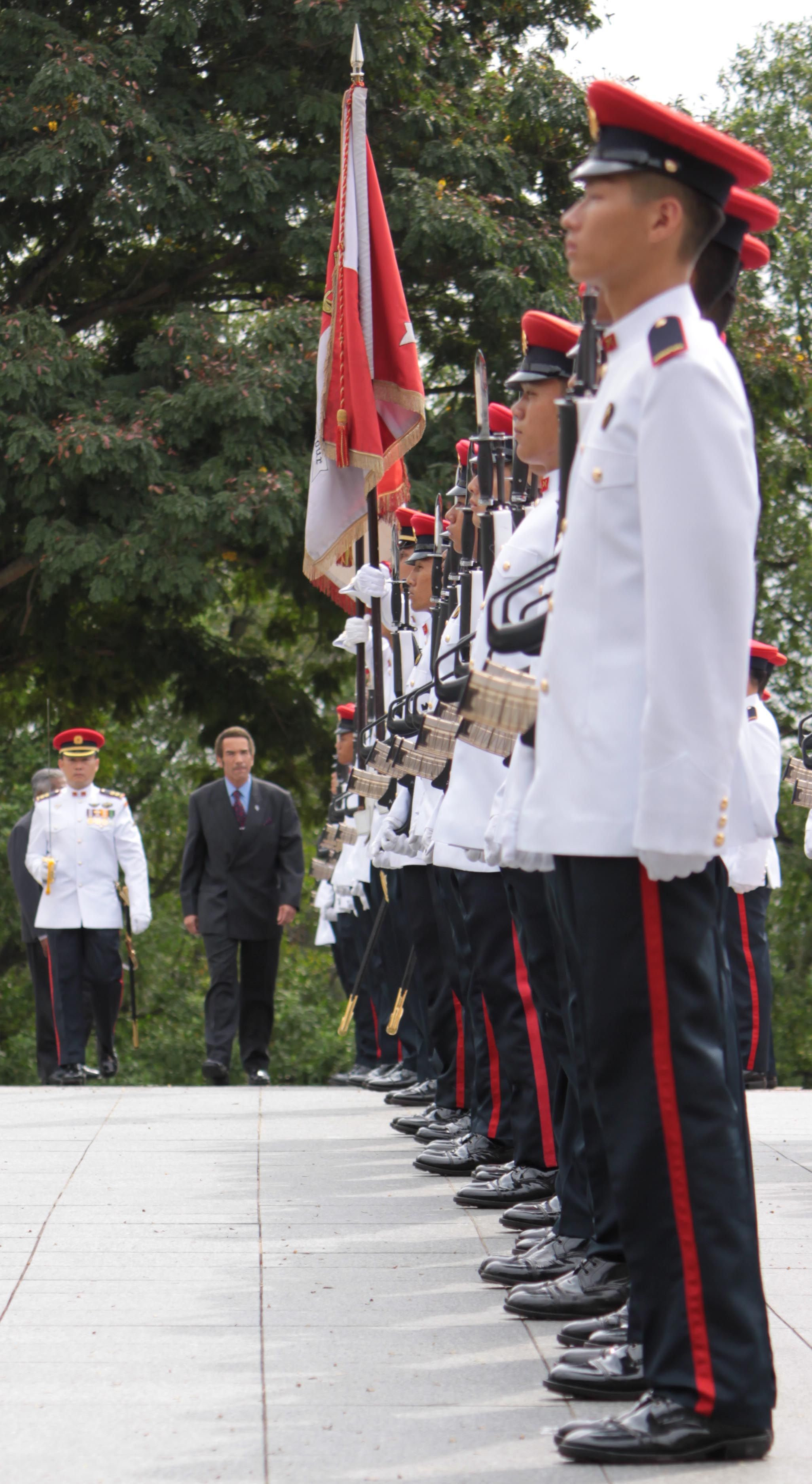
Prezydent Khama (w tle) w czasie uroczystości wojskowej

Seretse Ian Khama (ur. 27 lutego 1953 w Chertsey) – botswański polityk, wiceprezydent Botswany w latach 1998–2008, prezydent Botswany od 1 kwietnia 2008 do 1 kwietnia 2018. 

## Życiorys
Seretse Ian Khama jest synem Seretse Khamy, pierwszego prezydenta i ojca niepodległości Botswany. Urodził się w 1953 w Chertsey, Surrey w Wielkiej Brytanii, w czasie gdy jego ojciec przebywał na uchodźstwie. 
Ukończył Królewską Akademię Wojskową Sandhurst (Royal Military Academy Sandhurst) w Wielkiej Brytanii. Przed zaangażowaniem się w działalność polityczną, zajmował liczne stanowiska w wojsku, w którym został kwalifikowanym pilotem. Doszedł w nim także do stanowiska dowódcy Sił Obrony Botswany. 16 grudnia 1997 zapowiedział rychłe zakończenie kariery wojskowej i 31 marca 1998 przeszedł na emeryturę wojskową w stopniu generała porucznika.
1 kwietnia 1998 został mianowany przez prezydenta Festusa Mogae wiceprezydentem kraju. Ponieważ jednak nie zasiadał w Zgromadzeniu Narodowym nie mógł zostać oficjalnie zaprzysiężony na stanowisku wiceprezydenta. W tym celu na początku lipca wziął udział w wyborach uzupełniających w okręgu Serowe North, w których pokonał kandydata opozycji i uzyskał mandat parlamentarny. 13 lipca 1998 został zaprzysiężony na stanowisku wiceprezydenta Botswany.
Po zwycięstwie Demokratycznej Partii Botswany w wyborach generalnych w październiku 1999, Ian Khama objął dodatkowo funkcję ministra spraw prezydenckich i administracji publicznej, którą pełnił do 1 stycznia 2000. W tym dniu, za zgodą prezydenta, zawiesił również pełnienie obowiązków wiceprezydenta aż do 1 września 2000. Decyzja to spotkała się z ostrą krytyką opozycji i organizacji pozarządowych. 22 lipca 2003, na kongresie partyjnym, został wybrany przewodniczącym Demokratycznej Partii Botswany (Botswana Democratic Party). Pokonał poprzedniego przewodniczącego, Ponatschego Kedikilwe, stosunkiem głosów 512 do 219. Kluczowym okazało się wówczas poparcie od prezydenta Mogae, które otworzyło mu drogę do jego sukcesji. 
Ian Khama od 1979 jest także przywódcą jednego z ośmiu największych plemion w Botswanie – Bamangwato. W 2007 wystąpił w brytyjskiej telewizji BBC w programie motoryzacyjnym „Top Gear”, w którym jego prowadzący przygotowywali się do pokonania solnej równiny Makgadikgadi w Botswanie.
W kwietniu 2022 r. Ian Khama został wezwany przez wymiar sprawiedliwości swojego kraju. Byłej głowie państwa zarzuca się m.in. nielegalne posiadanie broni palnej. Sprawa sięga 2016 roku.

## Prezydentura
W lipcu 2007 prezydent Festus Mogae zapowiedział rezygnację z zajmowanego stanowiska po upływie 9 miesięcy, a więc jeszcze przed końcem swojej kadencji. 1 kwietnia 2008 Mogae zrezygnował z urzędu, a jego miejsce zajął Seretse Ian Khama, jako dotychczasowy wiceprezydent. Zgodnie z prawem, miał on zajmować stanowiska prezydenta do czasu kolejnych wyborów, które zgodnie konstytucyjnym terminem zaplanowane były na październik 2009. Khama, w czasie ceremonii zaprzysiężenia w Gaborone, zapowiedział kontynuację polityki poprzedniego prezydenta i unikanie „radykalnych zmian”. Podkreślił swoje przywiązanie do demokracji. W swoim nowym gabinecie na stanowisko wiceprezydenta mianował dotychczasowego szefa dyplomacji, Mompatiego Merafhe. Zrezygnował również ze stanowiska przewodniczącego BDP, które objął Daniel Kwelagobe.
W wyborach parlamentarnych z 9 października 2009 Demokratyczna Partia Botswany odniosła zdecydowane zwycięstwo, zdobywając 45 mandatów w 57-osobowym parlamencie. Khama w czasie kampanii wyborczej, wezwał swoich rodaków do głosowania na jego partię, obiecując kontynuowanie odpowiedzialnych rządów i zapewnienie godnego życia obywatelom. Stwierdził, że w kraju widoczne są rezultaty 43-letnich rządów BDP, które świadczą o tym, że państwo było w „dobrych rękach”. Wygrana BDP pozwoliła mu utrzymać stanowisko szefa państwa. 20 października 2009 został zaprzysiężony na 5-letnią kadencję prezydenta. W swoim inauguracyjnym przemówieniu wezwał prywatnych przedsiębiorców do współpracy z rządem w celu wzmocnienia krajowej gospodarki. Zapowiedział dalszą współpracę z organizacjami regionalnymi, w tym z SADC, w celu stabilizacji sytuacji w Afryce. 
Doprowadził m.in. do wprowadzenia w Botswanie od 1 stycznia 2014, zakazu polowań na terenach publicznych.
31 marca 2018 ogłosił rezygnację z funkcji prezydenta Botswany. Jego następcą został Mokgweetsi Masisi, zaprzysiężony 1 kwietnia 2018.